# Speisekarte

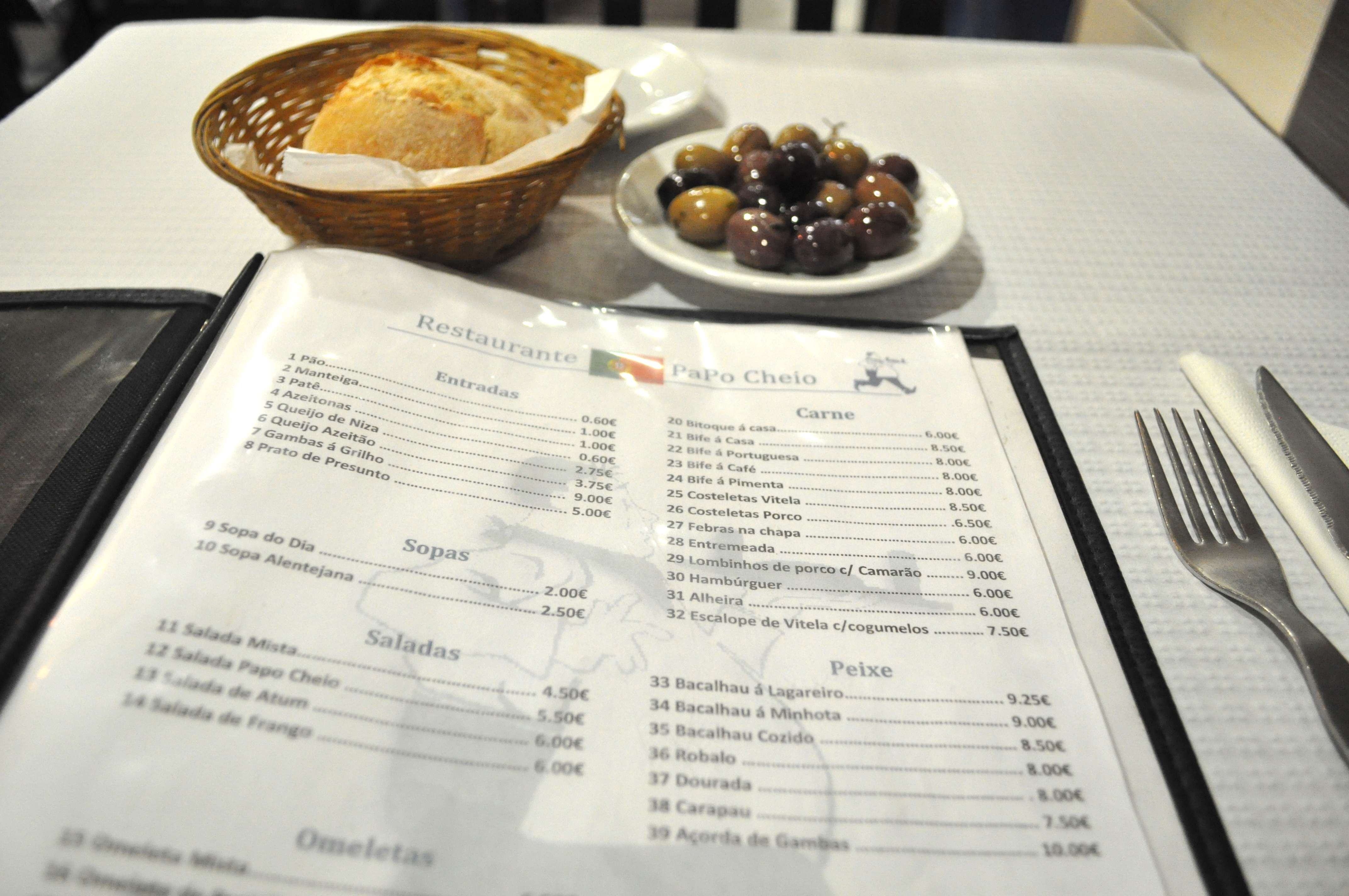
Speisekarte eines portugiesischen Restaurants in Lissabon, 2012

Eine Speisekarte (auch Speisenkarte) ist eine Übersicht über die angebotenen Produkte, Leistungen und Preise eines gastronomischen Betriebes.
Im alltäglichen Sprachgebrauch wird verkürzt von der „Karte“ eines Betriebes gesprochen. Sie enthält normalerweise das Angebot an Speisen, Getränken (Speise- und Getränkekarte) sowie – soweit angeboten – vollständigen Menüs. Einige Betriebe legen separate Menü-, Getränke-, Eis-, Dessert-, Zigarren- oder Weinkarten aus. Speisekarten bzw. Menükarten sind nach Angebot, Preis und Gestaltung ein aufschlussreiches Zeugnis ihrer Zeit.

## Geschichte

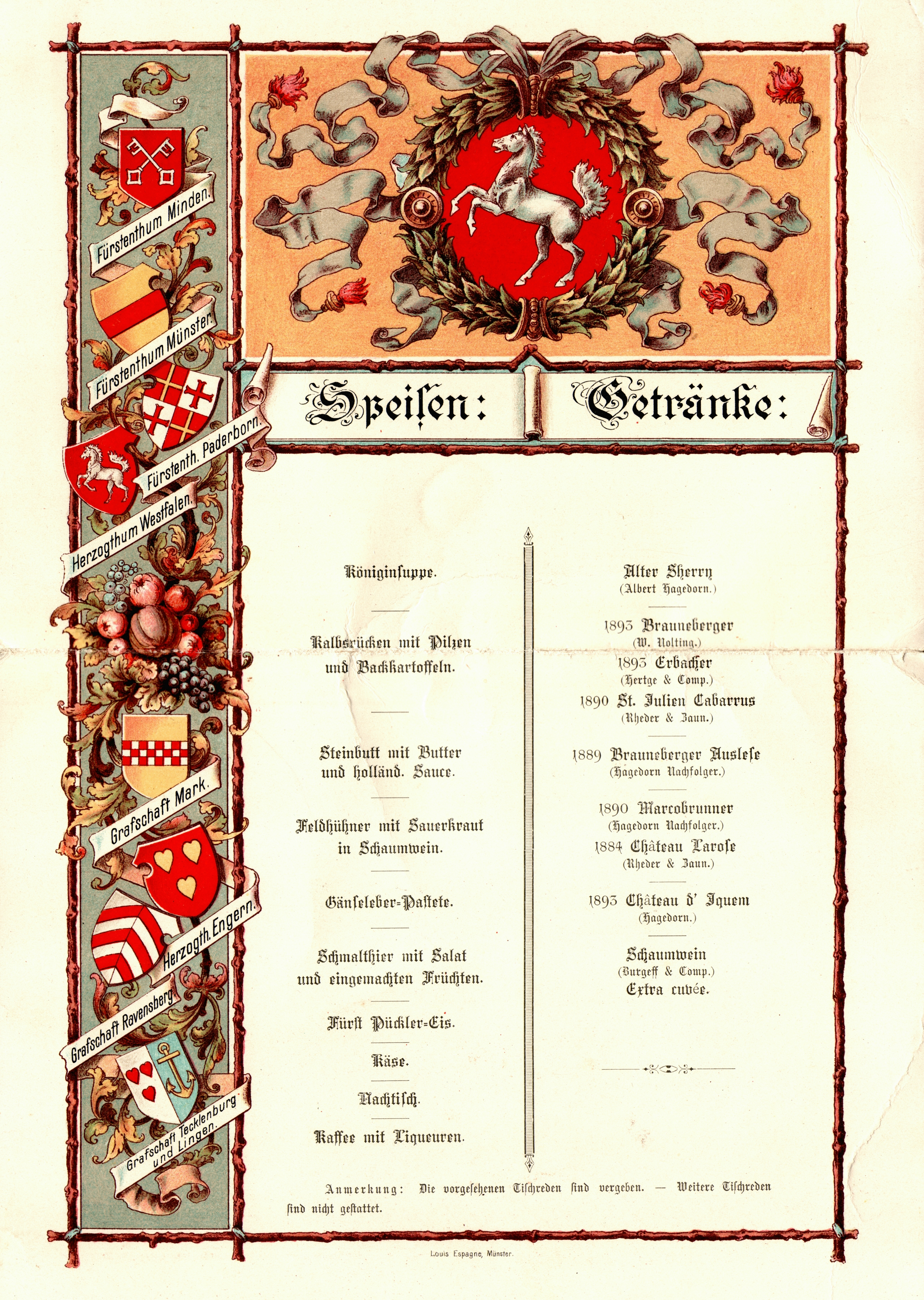
Speisekarte zum Festmahl anlässlich der Einweihung des Kaiser-Wilhelm-Denkmals an der Porta Westfalica am 7. September 1898 im Hotel Kaiserhof, Barkhausen

Verzeichnisse von Speisen sind aus verschiedenen Epochen erhalten geblieben. Schon die sumerischen Tontafeln enthielten aufgelistete Speisen, und vermutlich hatten auch die Römer und alten Griechen schon ihre Speisekarten auf Wachstafeln oder Papyrus. Das älteste erhaltene „Menü“ ist eine lange Liste von Lebensmitteln für das zehntägige Eröffnungsfest des königlichen Palastes in Kalhu im Jahre 879 v. Chr., woran 69.574 Gäste teilnahmen.

Im Mittelalter wurden die einzelnen „Trachten“ (Gänge) oft durch Herolde ausgerufen. Aus dem 16. Jahrhundert ist das erste schriftliche Menü bekannt. Vom Reichstag zu Regensburg wird über Heinrich von Braunschweig-Wolfenbüttel, berichtet, dass bei einem Fest im Jahr 1541:
„ein langer zedel bei ihm auf der tafel ligen that, den er öftersmal besah. Darin hat ihm der Küchenmayster alle esen und trachten ufgezeichnet".
 Bei diesen frühen Speisekarten handelte es sich allerdings nicht um eine Auflistung der erhältlichen Speisen, aus denen der Gast auswählen sollte, sondern um eine Information über die servierte Speisefolge, wie sie heute eher unter dem Begriff Menükarte bekannt und bei festlichen Essen nach wie vor üblich ist.
Menü- und Speisekarten als Auswahlmöglichkeit und Preisinformation kamen erst im späten 18. und 19. Jahrhundert auf, als die ersten öffentlichen Restaurants um 1770 in Paris entstanden.

Die erste Speisekarte mit Preisangaben soll eine Erfindung des Wiener Gastwirts Josef Merina gewesen sein, der 1784 als erster seinen Gästen im Wirtshaus Zum Roten Apfel einen „Kuchelzeddl mit Tariffen“ vorlegte. In Wien wurde 1884 sogar eine Jubiläumsfeier zum 100-jährigen Bestehen der Speisekarte gefeiert. Davor wurden zwar schon „Speiszettel“ in den Wirtshäusern (von Hand) geschrieben, was aber eher eine Menükarte oder eine Quittung im heutigen Sinne darstellte. Herbert Pirker schreibt in seinem Buch Ein gewisser Augustin N.: Sagenhaftes aus Österreich und seiner Hauptstadt:
„Wem jetzt der Rote Apfel im ersten Bezirk auf Singerstraße 3 einfällt, dem sei gesagt, daß der Wirt hier im Jahr 1784 die ersten Speiskarten unter der Bezeichnung „Kuchl-zettel“ aufgelegt hat, daß aber auch an vielen anderen Orten in Österreich wie in Schweden die Gewohnheit eingeführet, daß in öffentlichen Wirths-Häusern ein Täfelchen aushanget, auf welchem verzeichnet stehet, was ein Gast und Passagier, der mit 4 oder 6 Gerichten bewirthet wird, davor zu geben habe.“

## Grundfunktionen
Die Speisekarte hat zwei Grundfunktionen zu erfüllen:
1. das Personal im organisatorischen Ablauf des Betriebs (Küche, Bar, Service) zu unterstützen
2. den Gast über Angebot und Preise zu informieren

In Text und Aufmachung spiegelt die Speisekarte meist den Anspruch der Küche und des angebotenen Gesamtkonzepts des Gastwirts.

## Formen und Eigenschaften
Die Form der Speisekarte ist meist rechteckig, es gibt aber auch quadratische, runde, ovale sowie unregelmäßig geformte. Die Bindung der Blätter erfolgt typischerweise durch Kordeln, Schrauben, Klemmen, Kleben, Heften, Spiral- oder Ringbindungen. Die Größe variiert normalerweise von DIN A5 bis DIN A3, Sonderformen und -größen weichen davon ab. Eine Speisekarte besteht oft aus Umschlag oder Speisemappe und den Innenseiten. Es sind verschiedene Umschlag- und Innenmaterialien, wie Karton, Papier, Kunststoff oder Leder, zu unterscheiden. Bei der Materialauswahl spielt die Haltbarkeit und die Möglichkeit der Reinigung eine wichtige Rolle. Die Speisekarte kann ebenso als Buch aufgemacht sein oder, ähnlich einer Zeitschrift oder Zeitung, aus einzelnen, gefalteten oder gebundenen Blättern bestehen.
Da das Vorhalten in kleiner Auflage gedruckter Speisekarten relativ kostenintensiv ist, sind manchmal Werbeanzeigen integriert. Teilweise beteiligen sich auch Dritte, wie Brauereien und Getränkelieferanten, an den Kosten.
Die Speisekarte kann auch auf andere Weise, z. B. im persönlichen Gespräch, über ein digitales Netzwerk oder in Form von Aufschriften auf Tafeln, Leuchtkästen, Plakaten, Spiegeln etc., präsentiert werden.

Speisekarte mit Ledereinband
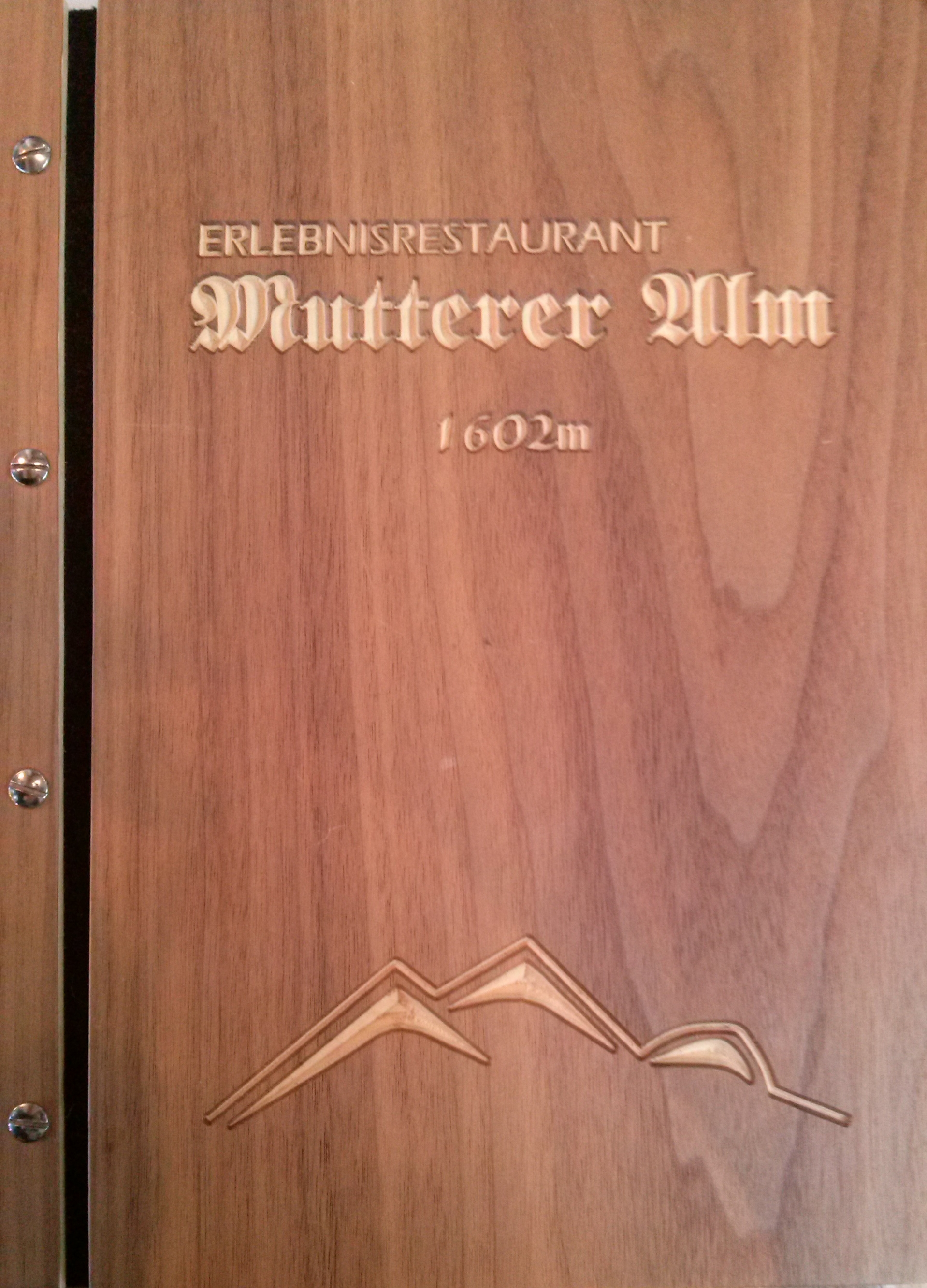
Speisekarte mit einem Einband aus Sperrholz
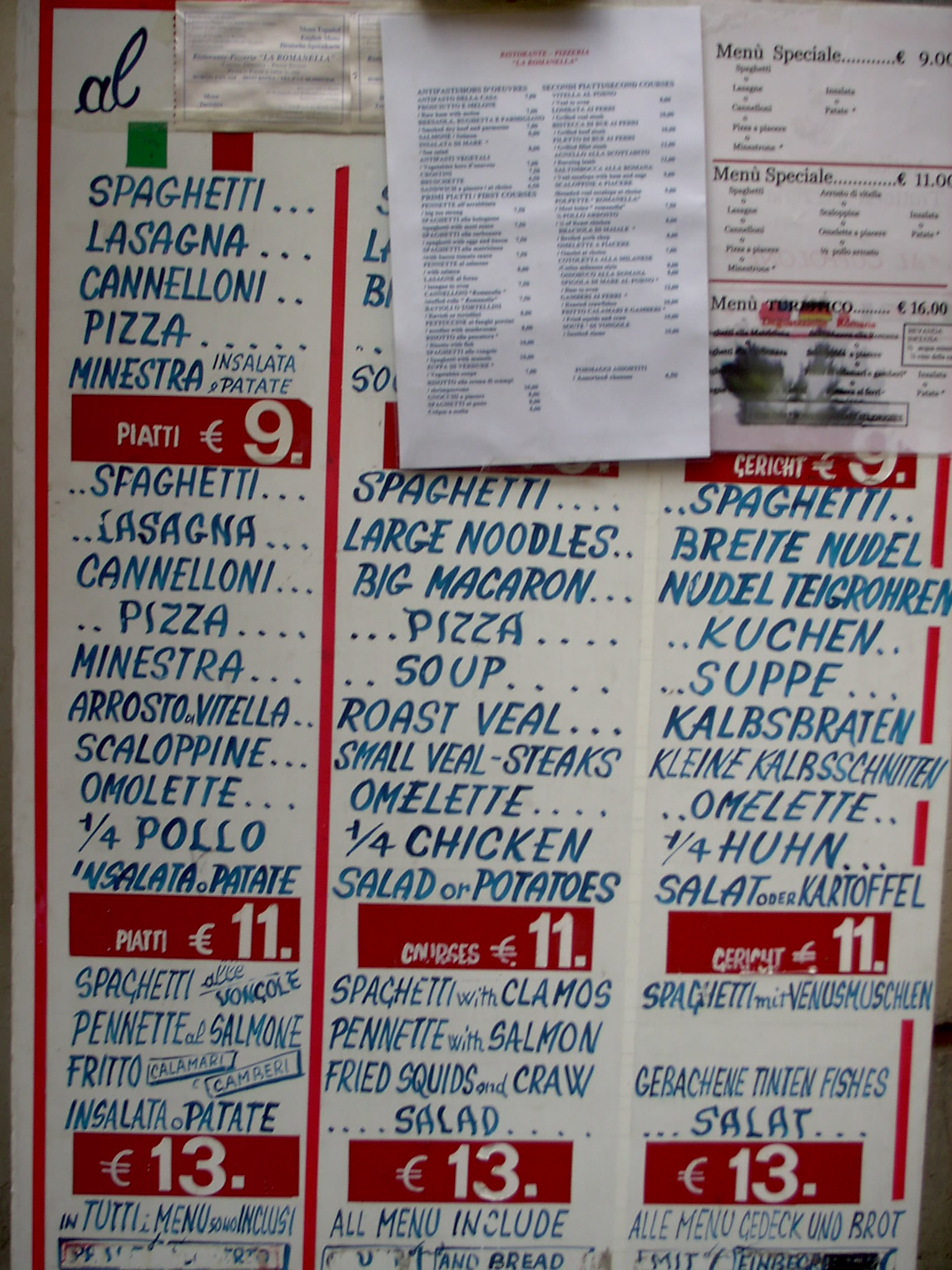
Mehrsprachige Speisekarte
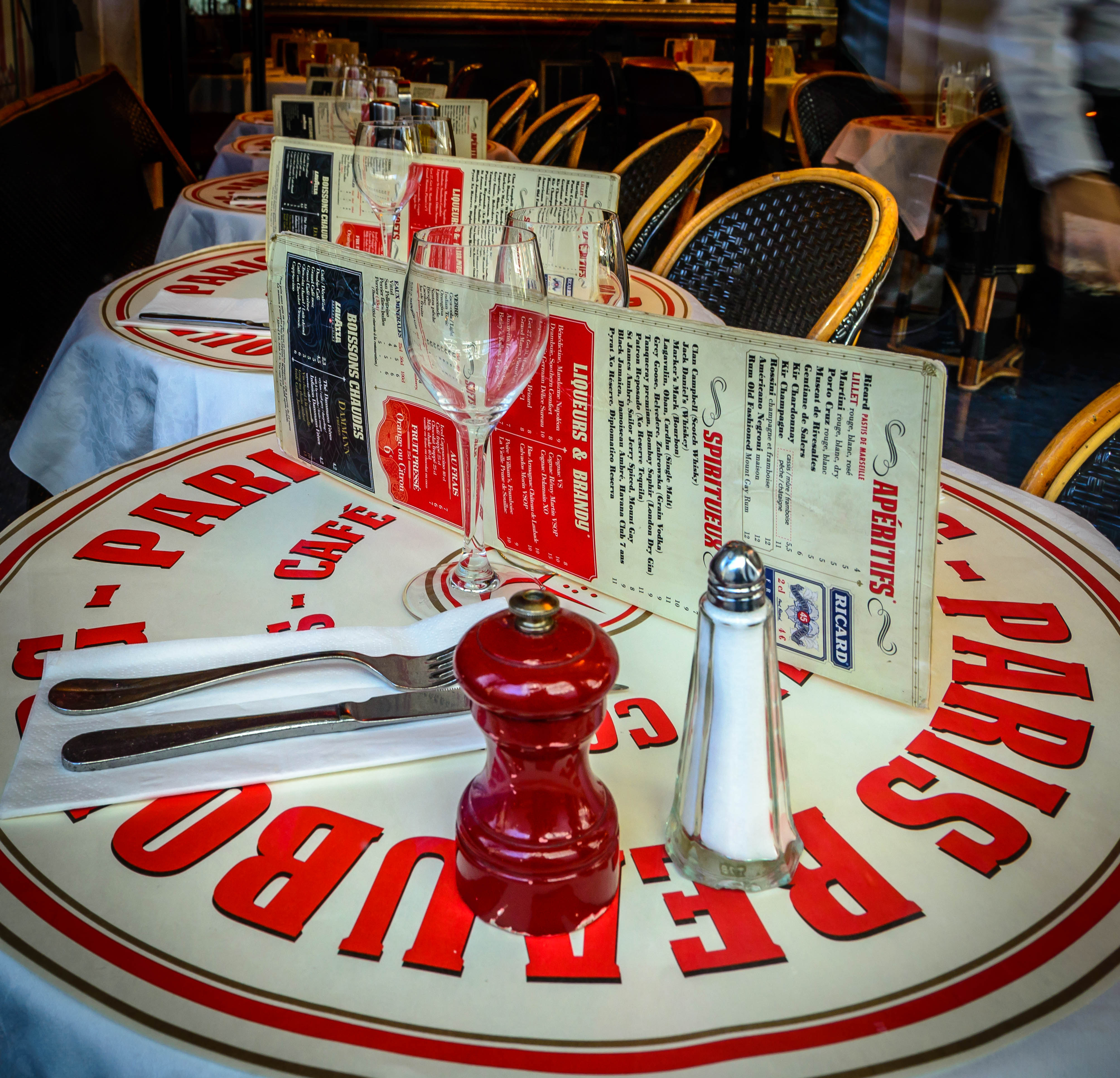
Getränkekarte in einer Brasserie in Paris
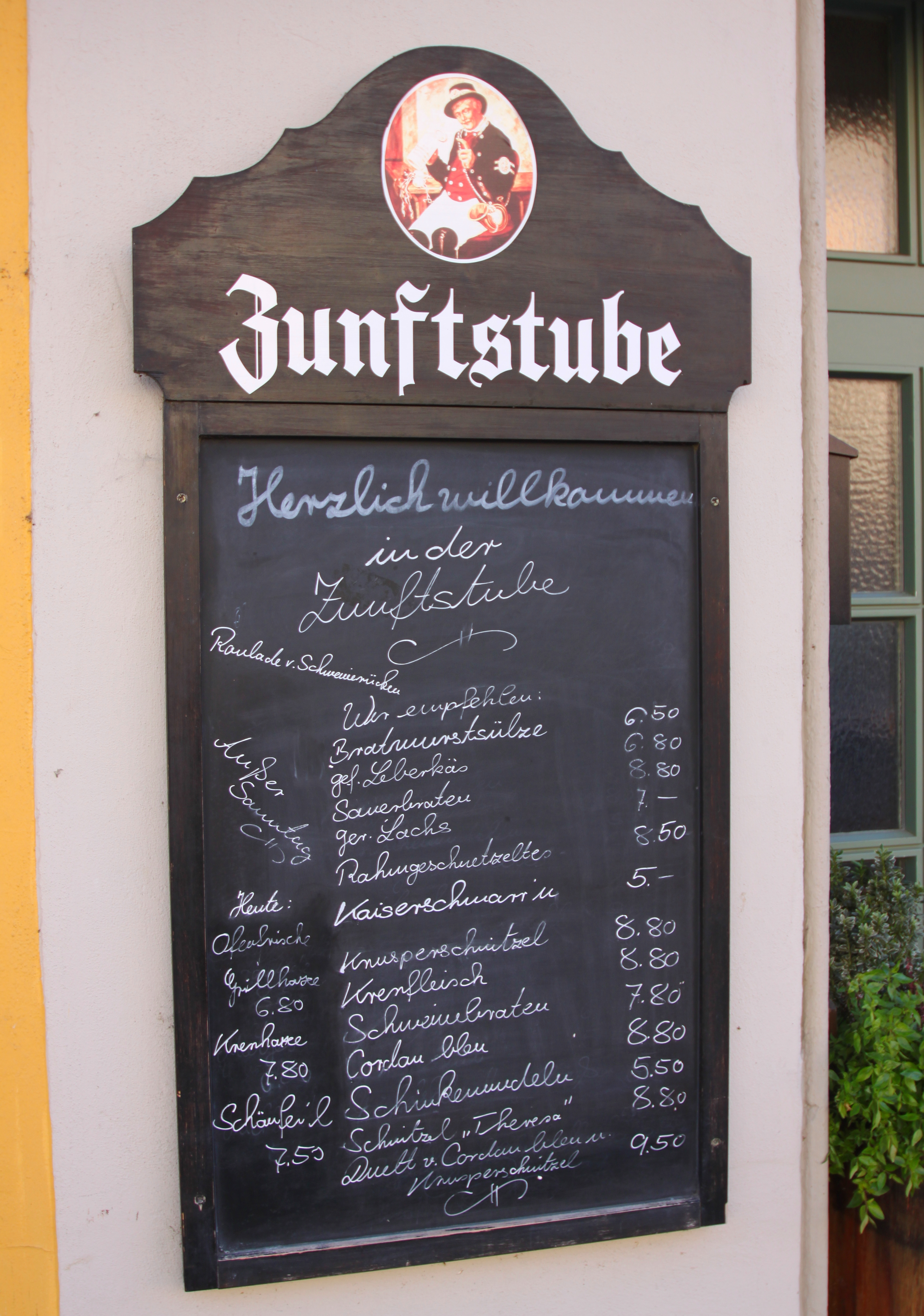
Tafel mit Speisekarte vor einem Gasthaus in Kulmbach
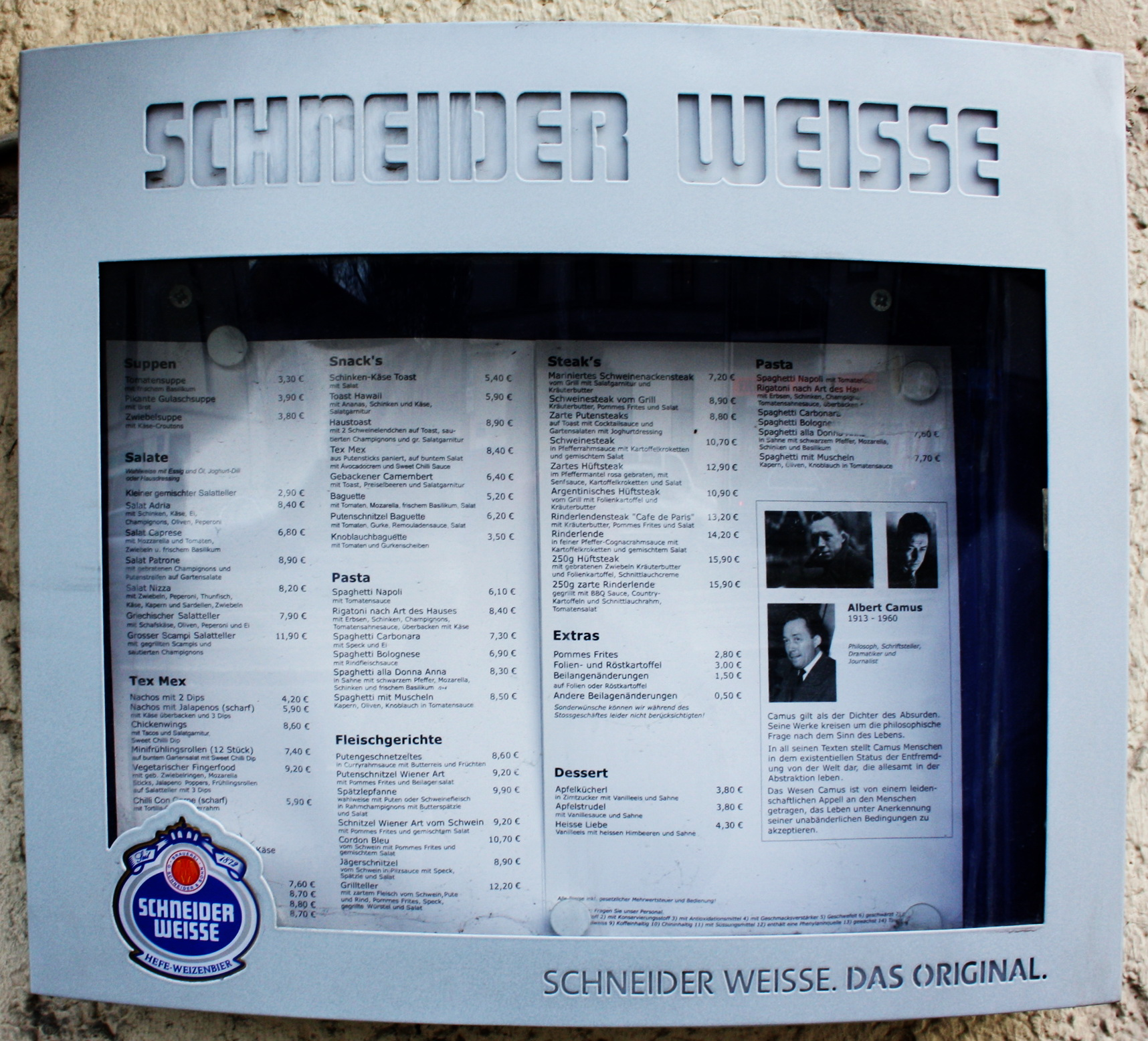
Leuchtkasten mit Speisekarte vor einem Restaurant in München
Digitale Speisekarte auf einem Tabletcomputer

## Rechtliches
Die Gestaltung einer Speisekarte unterliegt nach deutschem Recht Vorschriften aus verschiedenen Rechtsgebieten. In Österreich und der Schweiz gelten vom Grundsatz her ähnliche Regelungen.

### Speisekarte als Preisverzeichnis
Die Preisangabenverordnung schreibt in § 13 vor, dass der Gastwirt Preisverzeichnisse vorzuhalten hat. Diese sind „entweder auf Tischen aufzulegen oder jedem Gast vor Entgegennahme von Bestellungen und auf Verlangen bei Abrechnung vorzulegen oder gut lesbar anzubringen“. Bei Getränken, die in geeichten Gefäßen (§ 9 Eichgesetz) abgegeben werden, ist ferner das Füllmaß in ℓ oder mℓ anzugeben, auf das sich der Abgabepreis bezieht. Die Preise müssen Endpreise angeben, also evtl. Bedienungsgeld, Steuern und sonstige Zuschläge einschließen. Die gesonderte Ausweisung von Musikzuschlägen oder dem heute noch in Italien üblichen Zuschlag für Gedecke ist in Deutschland nicht zulässig.
Mindestens eine aussagekräftige Auswahl der Speise- und Getränkepreise ist neben dem Eingang der Gaststätte zur gut sichtbaren Einsicht für jedermann anzubringen.
Das Gaststättengesetz schreibt in § 6 ferner vor, „mindestens ein alkoholfreies Getränk nicht teurer zu verabreichen als das billigste alkoholische Getränk“, bezogen auf den Literpreis (Apfelsaft-Paragraph). Als Preisverzeichnis war die Speisekarte auch ein kaufmännisches Dokument, das der mindestens sechsjährigen Aufbewahrungspflicht unterlag, die sich aus § 147 Abgabenordnung ergab. Nach neuer Rechtsprechung (Bundesfinanzhof 2011) müssen sie nicht mehr aufbewahrt werden.

### Speisekarte als Verbraucherinformation
Mit seiner Speisekarte informiert der Gastwirt auch darüber, welche Lebensmittel er in Verkehr bringt. Dazu gibt es im Lebensmittelrecht, hauptsächlich niedergelegt im Lebensmittel-, Bedarfsgegenstände- und Futtermittelgesetzbuch, grundsätzliche Informationsverpflichtungen sowie Begriffsdefinitionen, die den Verbraucher vor Täuschung schützen sollen. Diese müssen im Inhalt der Speisekarte Beachtung finden und sind bei Zuwiderhandlung straf- oder bußgeldbewehrt.

#### Lebensmittelzusätze
Die Lebensmittelzusatzstoff-Durchführungsverordnung behandelt in Inhalt und Bezeichnung sämtliche Zusatzstoffe (§ 5), die in der Speisekarte durch Begriffsbeiordnung (wie „mit Farbstoff“, „enthält Geschmacksverstärker“) oder durch Fußnoten ausdrücklich gekennzeichnet sein müssen. Dies betrifft nicht nur die an den Gast abgegebenen Fertigprodukte wie Getränke, sondern besonders auch Zusätze in eingekauften Lebensmitteln, die weiterverarbeitet werden in die Gerichte auf der Speisekarte. Der Gastwirt ist verpflichtet, sich Kenntnis über die Zusatzstoffe in diesen Grundprodukten zu verschaffen und diese wiederum in seiner Speisekarte auszuzeichnen, soweit sie wesentlicher Bestandteil seines Endprodukts geworden sind. Im Hinblick auf die Verbreitung von Allergien sollte der Begriff wesentlich dabei eher streng ausgelegt werden. Das fahrlässige Unterlassen solcher Kennzeichnungspflichten kann auch direkte Schadensersatzansprüche eines durch fehlende Deklaration geschädigten Kunden auslösen.

#### Verbrauchertäuschende Deklaration von Speisen und Getränken
Im Deutschen Lebensmittelbuch und seinem Katalog an Leitsätzen, aber auch in vielen weiteren, speziellen Rechtsvorschriften wird die Verwendung von einzelnen Begriffen zur Bezeichnung von Speisen und Getränken definiert. Beispielhaft ist die Unterscheidung zwischen Wiener Schnitzel, welches ein Kalbsschnitzel definiert, und dem Schnitzel „Wiener Art“, das vom Schwein oder Pute sein kann. Allgemein bekannte Definitionen finden sich auch im Weinrecht und zum Thema Mineralwasser und Fruchtsaft. Auch wenn diese Begriffsdefinitionen keine Gesetzeskraft haben, so geben sie doch eine als allgemeinverbindlich anerkannte Verbrauchererwartung wieder. Zusätzlich besteht die Gefahr, markenrechtlich geschützte Begriffe wie „Spezi“ für ein Produkt zu verwenden, das nur in ähnlicher Weise, also unter anderem Namen angeboten wird.
Mit dem Vorlegen der Speisekarte verpflichtet sich der Gastwirt, die dort dargestellte Qualität der angebotenen Produkte auch einzuhalten. Dabei spielt es keine Rolle, welche Vorstellung er selbst von dieser Qualität hat, sondern wie diese nach obigen Grundsätzen allgemein verbindlich definiert ist. Eine unrichtige Deklaration von angebotenen Produkten wird als Täuschung nach § 11 Lebensmittelgesetz angesehen werden, selbst wenn sie fahrlässig oder in Unkenntnis der Sachlage erfolgt ist. Wegen der Unübersichtlichkeit dieser Grundlagen empfiehlt sich daher immer eine Kontaktaufnahme mit der zuständigen Gewerbeaufsichtsbehörde vor Veröffentlichung oder Drucklegung einer Speisekarte.

## Sonstiges
- Im allgemeinen Sprachgebrauch hat sich die Bezeichnung „Speisekarte“ gegenüber der laut Duden parallel verwendeten Form „Speisenkarte“ durchgesetzt.
- Damenkarten sind spezielle Speisekarten, die keine Preise enthalten. Die Preise werden hier nicht veröffentlicht, damit die Gäste – vor allem die weibliche Begleitung, aber auch Geschäftspartner beim Geschäftsessen – ihre Entscheidung unabhängig von den Preisen treffen. Damenkarten werden, wenn überhaupt, nur noch in der gehobenen Gastronomie verwendet. 2019 wurde das Angebot von Damenkarten in Peru als sexistisch und diskriminierend bewertet und verboten.[10]
- Tageskarten ergänzen für den Zeitraum eines Tages das Angebot einer Gaststätte um weitere Speisenangebote.
- Carl Friedrich Zöllner (1800–1860) hat mit „Der Speisezettel (Ein musikalischer Scherz für vierstimmigen Männerchor a cappella)“ eine gesungene Speisekarte geschrieben.